# Cascade, Wisconsin
Cascade är en ort (village) i Sheboygan County i Wisconsin i USA. Cascade hade 709 invånare enligt 2010 års folkräkning.